# 449
| 449                |
| ------------------ |
| Dødsfald - Fødsler |
|                    |

| Gregoriansk kalender | 449 CDXLIX              |
| Ab urbe condita      | 1202                    |
| Armensk kalender     | I/T                     |
| Kinesiske kalender   | 3145 – 3146 戊子 – 己丑 |
| Etiopisk kalender    | 441 – 442               |
| Jødisk kalender      | 4209 – 4210             |
| Hindukalendere       |                         |
| - Vikram Samvat      | 504 – 505               |
| - Shaka Samvat       | 371 – 372               |
| - Kali Yuga          | 3550 – 3551             |
| Iransk kalender      | 173 BP – 172 BP         |
| Islamisk kalender    | 178 BH – 177 BH         |

Se også 449 (tal)

## Begivenheder
- Kejser Toba Dao iværksætter forfølgelser af buddhister i Nordkina.